# Jolanta

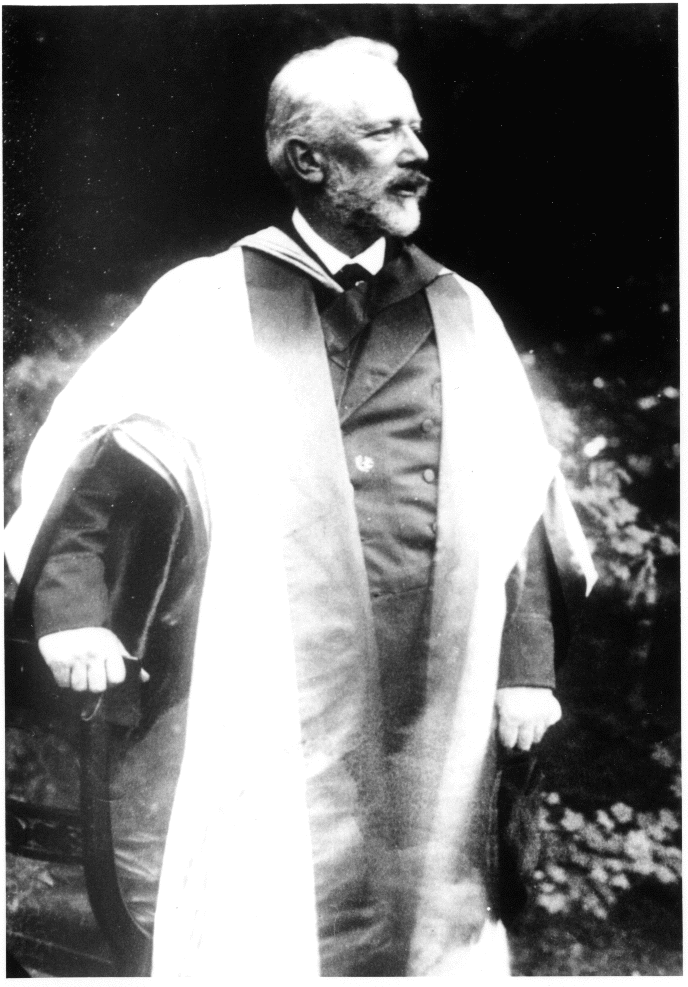
Pjotr Tjajkovskij (som hedersdoktor i Cambridge 1893).

Jolanta (ryska: Иоланта) är en lyrisk opera i en akt med musik av Pjotr Tjajkovskij och libretto av tonsättarens bror Modest Tjajkovskij efter Henrik Hertz skådespel Kong Renés datter (1845).

## Historia
Julen 1891 började Tjajkovskij leta efter ämnen till en ny opera och en ny balett, som skulle kunna uppföras tillsammans. Han bad sin bror Modest att titta närmare på Henrik Hertz pjäs som var mycket populär och som fanns i en rysk översättning. Modest Tjajkovskij bearbetade pjäsen till ett libretto som fångade broderns intresse, men under arbetets gång tyckte han ändå inte att musiken hade den kvalitet han eftersträvade:
"Medan jag skrev baletten (Nötknäpparen) hade jag en förnimmelse av att den inte var särskilt bra, men jag ville visa vad jag dög till när jag tog itu med operan. Nu förefaller det mig vara tvärtom."
- Detta skrev han till Modest sommaren 1892. Ändå var det Jolanta som behagade publiken vid dubbelpremiären den 18 december 1892 på Mariinskijteatern i Sankt Petersburg, medan Nötknäpparen enligt Tjajkovskijs egen utsago tråkade ut åskådarna. Senare föll Jolanta i glömska, medan Nötknäpparen fortfarande spelas och gav honom ett internationellt genombrott.
Svensk premiär den 27 oktober 1893 på Svenska teatern i Stockholm.

## Personer
- René, kung av Provence (bas)
- Jolanta, kungens blinda dotter (sopran)
- Robert, hertig av Burgund (baryton)
- Greve Vaudemont, en burgundisk riddare (tenor)
- Ebn-Hakir, en morisk läkare (baryton)
- Almerich, kung Renés vapendragare (tenor)
- Bertram, slottets portvakt (bas)
- Marta, Bertrams hustru, Jolantas amma (alt)
- Brigitte och Laura, Jolantas väninnor (mezzosopraner)
- Jolantas tjänarinnor och väninnor, kungens följe, hertigen av Burgunds krigare och vapendragare (kör)

## Handling
Provence, 1400-talet.
Den blinda Jolanta lever i en avskild trädgård, där hon av sin far hålls dold från människorna. För att inte göra henne olycklig, håller hennes omgivning henne i okunskap om att hon är blind. Flickan njuter av blommornas doft och fågelsången, och lyssnar med glädje till ammans och väninnornas sånger. Hon saknar inget. Kung René ber den berömde moriske läkaren Ebn-Hakir att bota dottern. Läkaren ger honom rådet att göra Jolanta medveten om sin blindhet, så att botandet kan ske av sig självt. Kungen vägrar att följa läkarens råd.
Hertigen av Burgund och greve Vaudemont har kommit vilse under en jakt och klättrar nyfiket över muren till den inhägnade trädgården. De får se den sovande Jolanta, som greven genast förälskar sig i. Robert börjar söka efter sitt följe. Vaudemont och Jolanta lär känna varandra och blir förälskade. När riddaren inser att Jolanta är blind försöker han för flickan förklara färgernas och ljusets väsen. Kung René blir ursinnig och hotar att döda greven. Hans enda möjlighet till räddning är att Jolanta kan botas. Eftersom den älskade främlingens liv står på spel önskar Jolanta att hon skall kunna se och det lyckas. Vaudemont anhåller hos René om Jolantas hand. Men denne har lovat bort dottern till hertigen av Burgund, som dock redan har förälskat sig i en annan flicka. Inget står längre i vägen för Vaudemonts och Jolantas lycka.

## Diskografi (urval)
- Iolanta. Sorokina, Atlantov, Nesterenko, Mazurok. Bolsjojteaterns kör och orkester. Ermler, dirigent. Melodiya MEL CD 10 01697. 2 CD.[1]